# Beaumont (Quebec)
Beaumont es un municipio canadiense situado en la provincia de Quebec.

## Superficie
Beaumont tiene una superficie de 44,57 km².

## Demografía
En 2021, tenía 2968 habitantes, una densidad poblacional de 66,6 hab./km², y 1171 viviendas.